# Daniele Carnacina
Daniele Carnacina (Feltre, 13 maggio 1957) è un regista, autore televisivo e produttore televisivo italiano.

## Biografia
Dopo gli esordi, giovanissimo, nelle tv locali, inizia la sua carriera come autore e regista di programmi televisivi per trasmissioni Rai. Fa il suo debutto nel 1987 in Sereno Variabile, la trasmissione di turismo ideata e condotta da Osvaldo Bevilacqua con Maria Giovanna Elmi; è regista dei filmati dall’estero. Idea e dirige anche spazi musicali con i principali cantanti italiani che presentano la loro terra natìa o di elezione. L'anno seguente è coautore e organizzatore de La Notte Internazionale del Turismo, un evento in Mondovisione dall’Arena di Verona, trasmesso in due serate da Raidue e da 23 paesi in diretta, e 44 emittenti televisive mondiali collegate. Tra le star che partecipano: Luciano Pavarotti, Liza Minnelli, Sammy Davis jr., Charles Aznavour, Mireille Mathieu. Nel triennio 1987-1988-1989 è anche regista di 34 videoclip con i maggiori artisti italiani. Passa poi alla scrittura di soggetti e sceneggiature per la televisione e il cinema. Sempre per Rai nel 1991 è coautore del soggetto e della sceneggiatura di Contro ogni volontà, una miniserie in due puntate con Elena Sofia Ricci, che tratta della violenza sulle donne e la spettacolarizzazione del dolore. Nello stesso anno scrive il film Cafè La Mama, per la regia di Gianluca Fumagalli, un intenso viaggio all’interno di un ospedale psichiatrico che esplora il rapporto tra teatro e follia. In quell’occasione fa il suo debutto anche come produttore esecutivo. Passa quindi egli stesso alla regia cinematografica, dirigendo nel 1993 il film Quando le montagne finiscono, con protagonisti Giuseppe Cederna, Margaret Mazzantini, Felice Andreasi e Angela Finocchiaro. La casa di distribuzione designata chiude prima di portare il film nelle sale, e il regista si trasforma anche in ‘piazzista’ del suo film, concludendo accordi con i distributori regionali di molte piazze italiane. Dove il film riesce a uscire ha una buona accoglienza di pubblico e di critica. Nel 1995 torna a fare il regista per un programma Rai – Mixer Danza – dove insieme alla giornalista Paola Calvetti realizza quattro puntate monografiche: Teatro della Scala in Egitto, Maurice Bejart e Luciana Savignano, Carla Fracci, Alessandra Ferri, e dove conosce Giovanni Minoli, che l’anno successivo lo chiama a fare l’esperienza che darà la direzione definitiva alla sua carriera. Nel 1996, infatti, si reca a Napoli per essere uno dei quattro registi che avviano Un Posto al Sole, la prima soap opera italiana. Vi rimane fino al 1998, anno in cui è chiamato da Marco Bassetti e da Mediaset per realizzare, come regista e produttore creativo, quelli che si riveleranno i più grandi successi delle soap opera italiane: Vivere e poi Centovetrine
. Durante queste pluriennali esperienze collabora anche ad altre due serie di successo: nel 2000 è autore del soggetto di serie di Vento di Ponente, prima stagione, per Raidue, prodotta da Endemol Italia, per la regia di Gianni Lepre e Alberto Manni, con Serena Autieri ed Enrico Mutti protagonisti; e nel 2011 è consulente creativo e produttore associato de Le tre rose di Eva, prodotta da Mediavivere per Mediaset, con la regia di Raffaele Mertes, e Roberto Farnesi e Anna Safronick come principali interpreti. Nel 2013 realizza in soli 11 giorni il film Un'insolita vendemmia, con il cast di Centovetrine, ambientato nell’arcipelago toscano. Nel 2015 e 2016 è creatore della serie Sacrificio d'amore sempre per Mediaset, con protagonisti Francesco Arca, Francesca Valtorta e Giorgio Lupano – dove è anche direttore artistico, produttore esecutivo, sceneggiatore e co-regista. Nel 2018 il suo ritorno in un prodotto Rai, dove è stato direttore artistico e produttore esecutivo della fiction daily di Raiuno Il paradiso delle signore, fino a ottobre 2024, prodotta da Aurora Tv di Giannandrea Pecorelli.  È anche regista di sessanta episodi e co-autore del soggetto di serie della seconda stagione.

## Filmografia

### Regista

#### Cinema
- Quando le montagne finiscono (1993)
- Un'insolita vendemmia (2013)

#### Televisione
- Sereno variabile - filmati vari (1987-88-89)
- Mixer Danza - 4 puntate monografiche (1995)
- Un posto al sole - serie TV, 95 episodi (1996-97-98)
- Vivere - serie TV (1998-2008)
- Centovetrine - serie TV (2000-2015)
- Sacrificio d'amore - serie TV, 6 episodi (2015-2016)
- Il paradiso delle signore - serie TV, 60 episodi (2018-2024)

### Sceneggiatore e Autore
- La notte Internazionale del Turismo (1988) - Evento Tv  - co-autore
- Cafè la Mama (1991) – Film - soggetto e sceneggiatura
- Contro ogni volontà (1992) - miniserie Tv - soggetto e sceneggiatura
- Quando le montagne finiscono (1993)– Film – soggetto e sceneggiatura
- Vento di ponente (2000) – Serie TV – Soggetto di serie prima stagione
- Un'insolita vendemmia (2013) – Film – Soggetto e sceneggiatura
- Sacrificio d'amore (2015-2016)– Serie TV – Soggetti e sceneggiature
- Il paradiso delle signore (2018-2024) – Co-soggetto di serie 2ª stagione

### Produttore

#### Cinema
- Cafè la Mama (1991) – Regia di Gianluca Fumagalli - Produttore Esecutivo
- Quando le montagne finiscono (1993) - Produttore Esecutivo
- Un'insolita vendemmia (2013) – Co-produttore e Produttore Esecutivo

#### Televisione
- Vivere - serie TV (1998-2008) Produttore Creativo e dal 2006 anche Produttore Esecutivo
- Centovetrine - serie TV (2000-2015) Produttore Creativo, e dal 2006 anche Produttore Esecutivo
- Le tre rose di Eva - serie TV, prima stagione (2011) – Produttore Associato
- Sacrificio d'amore - serie TV (2015-16) – Produttore Creativo ed Esecutivo
- Il paradiso delle signore - Serie TV  (2018-2024) – Produttore Creativo ed Esecutivo.